# Canciller de Austria
El canciller de Austria, oficialmente Canciller federal de la República de Austria (en alemán: Bundeskanzler der Republik Österreich), es el jefe de Gobierno de la República de Austria.

## Historia
El uso del término canciller (Kanzler, derivado del latín: cancellarius) como jefe de la oficina de redacción de la cancillería se remonta al siglo IX, cuando bajo el rey Luis el Germánico se creó el cargo de archicanciller (Erzkanzler), más tarde canciller imperial (Reichserzkanzler), como un alto cargo al servicio del emperador del Sacro Imperio Romano Germánico. La tarea era desempeñada generalmente por los príncipes-arzobispos de Maguncia como archicancilleres de los territorios alemanes.
En el curso de la reforma imperial, el Emperador Maximiliano I de Habsburgo intentó en 1498 contrarrestar el poder espiritual del Reichserzkanzler con un cargo más secular de Canciller de la Corte Imperial (Hofkanzler), pero ambos se fusionaron. En esa época también se intentó equilibrar el absolutismo imperial con la creación de Gobiernos Imperiales (Reichsregiment), pero finalmente fue un fracaso.

### Monarquía de los Habsburgo
Sin embargo, cuando el nieto de Maximiliano I, Fernando I, lo sucedió como Archiduque de Austria en 1521, su hermano mayor, el emperador Carlos V (1519-1556), nombró a Mercurino di Gattinara como "Gran Canciller de todos los reinos y reinos del rey" (Großkanzler aller Länder und Königreiche).  El cargo de canciller de la corte austriaca surgió como canciller de la corte austriaca alrededor de 1526, cuando surgió la monarquía de los Habsburgo con la herencia del Reino de Bohemia y del Reino de Hungría (1000-1538); sin embargo, se fusionó nuevamente con el cargo equivalente de canciller del Reich del Sacro Imperio Romano Germánico en 1559.
Tras la batalla de la Montaña Blanca de 1620 y la represión de la revuelta de Bohemia, el emperador Fernando II hizo establecer cancillerías de la corte separadas para fortalecer la unidad de las tierras hereditarias de los Habsburgo.  Además de una cancillería bohemia y húngara, creó la oficina de un canciller austríaco en Viena, responsable del Archiducado de Austria propiamente dicho (es decir, Alta y Baja Austria) con los territorios de Austria Interior y el Tirol.  Bajo el emperador Leopoldo I (1658-1705), el término volvió a ser Hofkanzler con Johann Paul Freiherr von Hocher (1667-1683) y Theodor von Strattman (1683-1693).
El siglo XVIII estuvo dominado por el príncipe Wenzel Anton von Kaunitz-Rietberg.  Kaunitz-Rietberg (1753–1792), que fue canciller de cuatro emperadores Habsburgo desde María Teresa I hasta Francisco II, con los títulos de Hofkanzler y Staatskanzler. Fue sucedido por Johann Philipp von Cobenzl (1792–1793), quien fue destituido por el emperador Francisco II a causa de la Partición de Polonia y fue sucedido por Johann Amadeus von Thugut (1793–1800).  La cancillería de Thugut no sobrevivió a las derrotas austriacas ante los franceses en las batallas de Marengo y Hohenlinden en 1800 y fue reemplazado por el conde Ludwig von Cobenzl (1800-1805), primo de su predecesor, pero quien a su vez fue destituido tras la derrota austriaca en Austerlitz en 1805.

### Imperio austríaco
Con la consiguiente disolución del Sacro Imperio Romano Germánico y la fundación del Imperio austríaco, Francisco II abdicó del antiguo Trono Imperial, pero siguió siendo el Emperador Francisco I de Austria en 1806. Había reemplazado a Cobenzl por Johann Philipp Stadion, conde von Warthausen (1805-1809) el año anterior, pero su carrera a su vez se vio truncada en 1809 tras otra derrota austríaca a manos de Napoleón en la Batalla de Wagram y la posterior humillación en el Tratado de Schönbrunn. El príncipe Klemens von Metternich fue nombrado por Francisco I para los cargos de Hofkanzler y Staatkanzler (1821-1848).  Sin embargo, existe la opinión de que el título de Canciller no se utilizó entre la dimisión del príncipe Kaunitz-Rietberg en 1792 y 1821. 
Como el sistema Metternich se había convertido en sinónimo de su política reaccionaria, el título de Canciller de Estado fue abolido tras las revoluciones de 1848.  El cargo pasó a ser el de ministro-presidente de Austria, equivalente al de primer ministro, con excepción del Conde Friedrich Ferdinand von Beust (1867-1871)>
El título solo resurgió con el nacimiento de la Austria Alemana después de la Primera Guerra Mundial en 1918, cuando Karl Renner fue nombrado Staatskanzler.  Con la promulgación de la Constitución de Austria el 10 de noviembre de 1920, se implementó el término actual Bundeskanzler como jefe del poder ejecutivo de la Primera República Austriaca.[cita requerida]

## Nombramiento
El Canciller es nombrado y juramentado por el Presidente de Austria. En teoría, el presidente puede nombrar a cualquier persona elegible para ser elegida para el Consejo Nacional, es decir, cualquier ciudadano austriaco mayor de 18 años. En la práctica, un Canciller no puede gobernar sin la confianza del Consejo Nacional. Por esta razón, el canciller suele ser el líder del partido más grande en el Consejo Nacional, o el socio principal en un gobierno de coalición. Una notable excepción a esto ocurrió después de las elecciones de 1999.  El Partido de la Libertad formó una coalición con el Partido Popular. Aunque normalmente esto hubiera convertido al líder del Partido de la Libertad, Jörg Haider, en canciller, se lo consideró demasiado controvertido para ser miembro del gabinete, y mucho menos canciller. Por lo tanto, se hizo a un lado en favor del líder del Partido Popular, Wolfgang Schüssel.
No hay límites de mandato para el canciller. Como una cuestión de convención constitucional, el canciller suele ofrecer su renuncia al presidente tras la disolución del Consejo Nacional. El presidente suele rechazar la oferta de renuncia y ordena al canciller y al gabinete que operen como un gobierno interino hasta que se reúna un nuevo Consejo Nacional y surja un nuevo líder de la mayoría. De hecho, la constitución alienta expresamente al presidente a utilizar a un canciller como sucesor interino.
El canciller es designado o destituido normalmente junto con todos los ministros, es decir, todo el gobierno. Técnicamente, el presidente sólo puede designar ministros por recomendación del canciller, por lo que el canciller es designado primero. Una vez juramentado, el canciller presenta al presidente una lista de ministros; normalmente, estos serán instalados tan sólo unos minutos después. Ni los Cancilleres ni los Ministros necesitan ser confirmados por ninguna de las cámaras del parlamento; los designados son plenamente capaces de desempeñar las funciones de sus respectivos cargos inmediatamente después de haber sido juramentados.
El Consejo Nacional puede obligar al Presidente a destituir a un Canciller o a un ministro mediante un voto de censura. El Presidente está obligado constitucionalmente a destituir a cualquier ministro que el Consejo Nacional desee que se vaya. Los partidos de oposición a veces presentan votos de censura contra ministros, y en ocasiones contra gabinetes enteros, para demostrar sus críticas; no se esperaba que esos votos fueran aprobados.  El primer voto de censura exitoso en la política federal austriaca tuvo lugar en mayo de 2019, cuando Sebastian Kurz fue destituido como canciller.

## Función y poderes

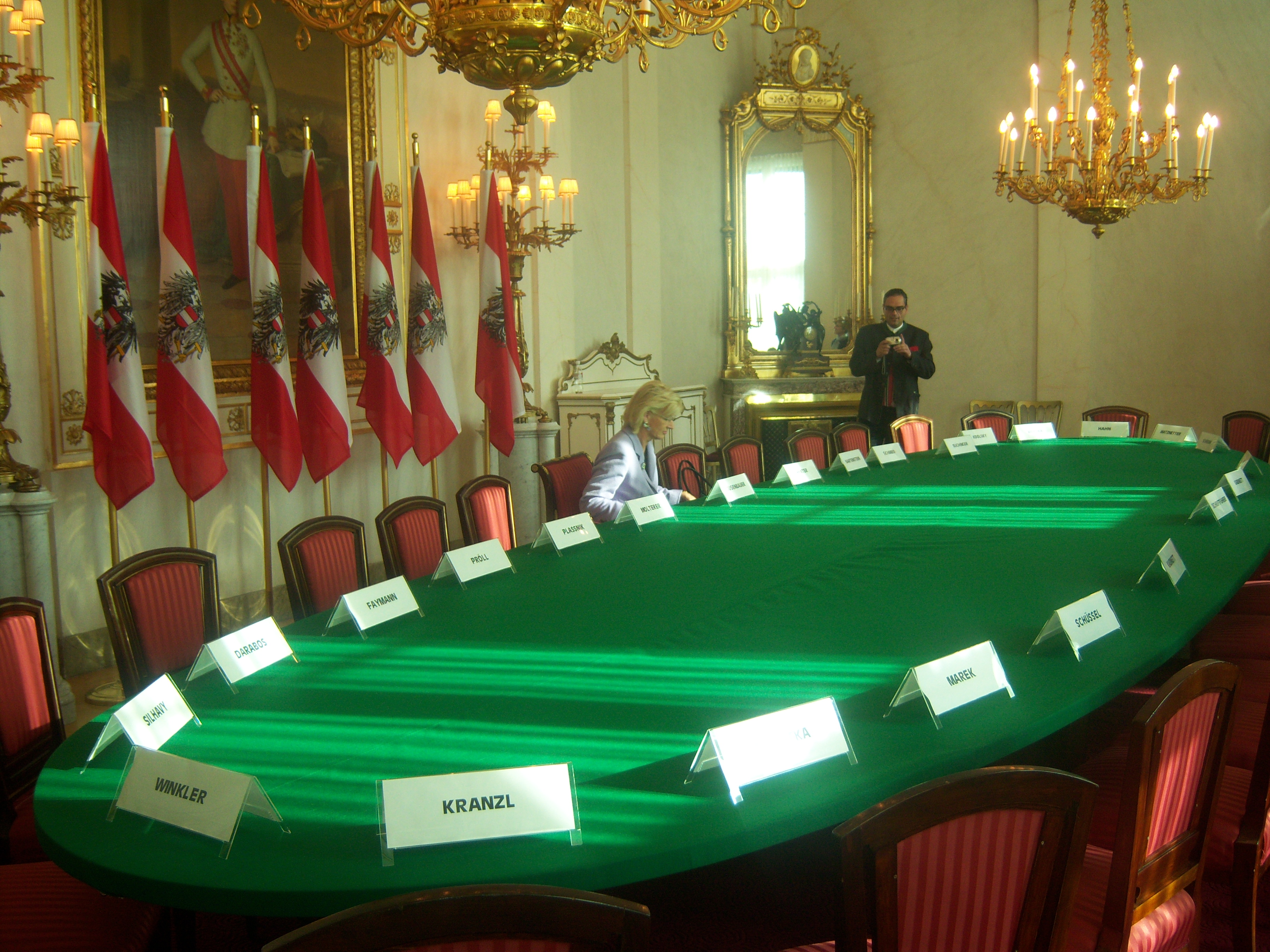
Sala del Consejo de Ministros de la Cancillería Federal.

El Canciller preside las reuniones del gabinete. La constitución no confiere al Canciller la autoridad para dar instrucciones a los ministros, sino que caracteriza su papel en el gabinete como el de un primus inter pares. El poder del cargo para establecer políticas deriva en parte de su prestigio inherente, en parte del hecho de que el presidente está obligado a destituir a los ministros que el canciller solicita que sean destituidos, y en parte de la posición del canciller de liderazgo en el partido o coalición que controla el Consejo Nacional.
La mayoría de los artículos de la Constitución que mencionan el cargo de Canciller le asignan la tarea de certificar las decisiones del Presidente o de los diversos órganos constitucionales, de garantizar que estas decisiones se anuncien debidamente al público en general o de actuar como intermediario entre los diversos poderes del gobierno. En particular, el canciller
- presenta al Presidente los proyectos de ley aprobados por el Consejo Nacional para su certificación,
- refrenda las certificaciones de los proyectos de ley emitidos por el presidente,[13]
- anuncia los proyectos de ley que se han convertido en leyes,
- anuncia los tratados en los que la República de Austria es parte al ratificarlos,[14]
- anuncia las decisiones del Tribunal Constitucional que anulan leyes o decretos ejecutivos,[15]
- anuncia los resultados de las elecciones presidenciales,[16]
- anuncia modificaciones del reglamento interno adoptado por el Consejo Federal,[17]
- refrenda acuerdos adoptados por la Asamblea Federal,[18]
- anuncia declaraciones de guerra,[18] y
- notifica a los gobiernos provinciales los proyectos de ley aprobados por el Consejo Nacional que requieren su aprobación para convertirse en ley.[19]

El Canciller también convoca a la Asamblea Federal si el Consejo Nacional propone la destitución del Presidente, o si el Consejo Nacional propone levantar la inmunidad del Presidente frente a un proceso penal. En el primer caso, la Asamblea Federal vota si se permite un referéndum sobre el asunto. En el segundo caso, se requiere el consentimiento de la Asamblea Federal para revocar la inmunidad del Presidente.
Finalmente, el canciller se convierte en presidente en funciones si el presidente queda incapacitado. Sin embargo, si el presidente permanece incapacitado más de veinte días o ha fallecido, el papel de presidente en funciones pasa a los tres presidentes del Consejo Nacional.

## Lista de cancilleres
| Espectro político                                       |
| ------------------------------------------------------- |
| SDAPÖ CS Frente Patriótico NSDAP SPÖ ÖVP Die Grünen FPÖ |

| Canciller Federal                        | Canciller Federal            | Canciller Federal               | Inicio                                     | Fin                                         | Partido(Coalición)      | Elecciones | Presidente Federal | Presidente Federal     | Presidente Federal |
| ---------------------------------------- | ---------------------------- | ------------------------------- | ------------------------------------------ | ------------------------------------------- | ----------------------- | ---------- | ------------------ | ---------------------- | ------------------ |
| República de Austria Alemana (1918-1919) |                              |                                 |                                            |                                             |                         |            |                    |                        |                    |
|                                          |                              | Karl Renner (1870-1950)         | 30 de octubre de 1918                      | 21 de octubre de 1919                       | SDAPÖ (SDAPÖ+CS+GDVP)   | 1919       |                    | Karl Seitz (1919-1920) |                    |
| Primera República de Austria (1919-1938) |                              |                                 |                                            |                                             |                         |            |                    |                        |                    |
|                                          |                              | Karl Renner (1870-1950)         | 21 de octubre de 1919                      | 7 de julio de 1920                          | SDAPÖ (SDAPÖ+CS+GDVP)   | -          |                    | Karl Seitz (1919-1920) |                    |
|                                          |                              | Michael Mayr (1864-1922)        | 7 de julio de 192020 de noviembre de 1920  | 20 de noviembre de 192021 de junio de 1921  | CS (CS+SDAPÖ)           | 1920       |                    | Karl Seitz (1919-1920) |                    |
|                                          | Michael Hainisch (1920-1928) | Michael Mayr (1864-1922)        | 7 de julio de 192020 de noviembre de 1920  | 20 de noviembre de 192021 de junio de 1921  | CS (CS+SDAPÖ)           | 1920       |                    |                        |                    |
|                                          |                              | Johann Schober (1874-1932)      | 21 de junio de 192127 de enero de 1922     | 27 de enero de 192231 de mayo de 1922       | Independiente (CS+GDVP) | -          |                    |                        |                    |
|                                          |                              | Ignaz Seipel (1876-1932)        | 31 de mayo de 1922                         | 20 de noviembre de 1924                     | CS (CS+GDVP)            | 1923       |                    |                        |                    |
|                                          |                              | Rudolf Ramek (1881-1941)        | 20 de noviembre de 1924                    | 20 de octubre de 1926                       | CS (CS+GDVP)            | -          |                    |                        |                    |
|                                          |                              | Ignaz Seipel (1876-1932)        | 20 de octubre de 1926                      | 4 de mayo de 1929                           | CS (CS+GDVP+Landbund)   | 1927       |                    |                        |                    |
|                                          | Wilhelm Miklas (1928-1938)   | Ignaz Seipel (1876-1932)        | 20 de octubre de 1926                      | 4 de mayo de 1929                           | CS (CS+GDVP+Landbund)   | 1927       |                    |                        |                    |
|                                          |                              | Ernst Streeruwitz (1874-1952)   | 4 de mayo de 1929                          | 26 de septiembre de 1929                    | CS (SC+Landbund)        | -          |                    |                        |                    |
|                                          |                              | Johann Schober (1874-1932)      | 26 de septiembre de 1929                   | 30 de septiembre de 1930                    | Independiente (CS)      | -          |                    |                        |                    |
|                                          |                              | Carl Vaugoin (1873-1949)        | 30 de septiembre de 1930                   | 4 de diciembre de 1930                      | CS                      | 1930       |                    |                        |                    |
|                                          |                              | Otto Ender (1875-1950)          | 4 de diciembre de 1930                     | 20 de junio de 1931                         | CS                      | -          |                    |                        |                    |
|                                          |                              | Karl Buresch (1878-1936)        | 20 de junio de 1931                        | 20 de mayo de 1932                          | CS (CS+Landbund)        | -          |                    |                        |                    |
|                                          |                              | Engelbert Dollfuss (1892-1934)  | 20 de mayo de 193221 de septiembre de 1933 | 21 de septiembre de 193325 de julio de 1934 | Frente Patriótico       | -          |                    |                        |                    |
|                                          |                              | Kurt Schuschnigg (1897-1977)    | 29 de julio de 1934                        | 11 de marzo de 1938                         | Frente Patriótico       | -          |                    |                        |                    |
|                                          |                              | Arthur Seyß-Inquart (1892-1946) | 11 de marzo de 1938                        | 13 de marzo de 1938                         | NSDAP                   | -          |                    |                        |                    |
| Anexión al Tercer Reich (1938-1945)      |                              |                                 |                                            |                                             |                         |            |                    |                        |                    |

### Segunda República de Austria (1945-actualidad)
| N.º  | Foto                 | Nombre                                             | Duración del mandato    | Duración del mandato    | Partido político        | Elecciones              | Gabinete                  | Presidente                       | Presidente                                 |
| N.º  | Foto                 | Nombre                                             | Inicio                  | Fin                     | Partido político        | Elecciones              | Gabinete                  | Presidente                       | Presidente                                 |
| ---- | -------------------- | -------------------------------------------------- | ----------------------- | ----------------------- | ----------------------- | ----------------------- | ------------------------- | -------------------------------- | ------------------------------------------ |
| (1)  |                      | Karl Renner (1870–1950)                            | 27 de abril de 1945     | 20 de diciembre de 1945 | Partido Socialdemócrata | —                       | Renner IV SPÖ-ÖVP-KPÖ     |                                  | Karl Renner (1945-1950)                    |
| 14   |                      | Leopold Figl (1902–1965)                           | 20 de diciembre de 1945 | 2 de abril de 1953      | Partido Popular         | 1945                    | Figl I ÖVP-SPÖ-KPÖ        |                                  | Karl Renner (1945-1950)                    |
| 14   | 1949                 | Leopold Figl (1902–1965)                           | 20 de diciembre de 1945 | 2 de abril de 1953      | Partido Popular         | Figl II ÖVP-SPÖ         |                           |                                  | Karl Renner (1945-1950)                    |
| 14   | 1949                 | Leopold Figl (1902–1965)                           | 20 de diciembre de 1945 | 2 de abril de 1953      | Partido Popular         | Figl III ÖVP-SPÖ        |                           | Theodor Körner (1950-1957)       |                                            |
| 15   |                      | Julius Raab (1891–1964)                            | 2 de abril de 1953      | 11 de abril de 1961     | Partido Popular         | 1953                    | Raab I ÖVP-SPÖ            | Theodor Körner (1950-1957)       |                                            |
| 15   | 1956                 | Julius Raab (1891–1964)                            | 2 de abril de 1953      | 11 de abril de 1961     | Partido Popular         | Raab II ÖVP-SPÖ         |                           | Theodor Körner (1950-1957)       |                                            |
| 15   | 1959                 | Julius Raab (1891–1964)                            | 2 de abril de 1953      | 11 de abril de 1961     | Partido Popular         | Raab III ÖVP-SPÖ        |                           | Adolf Schärf (1957-1965)         |                                            |
| 15   | 1959                 | Julius Raab (1891–1964)                            | 2 de abril de 1953      | 11 de abril de 1961     | Partido Popular         | Raab IV ÖVP-SPÖ         |                           | Adolf Schärf (1957-1965)         |                                            |
| 16   |                      | Alfons Gorbach (1898–1972)                         | 11 de abril de 1961     | 2 de abril de 1964      | Partido Popular         | 1962                    | Gorbach I ÖVP-SPÖ         | Adolf Schärf (1957-1965)         |                                            |
| 16   | Gorbach II ÖVP-SPÖ   | Alfons Gorbach (1898–1972)                         | 11 de abril de 1961     | 2 de abril de 1964      | Partido Popular         | 1962                    |                           | Adolf Schärf (1957-1965)         |                                            |
| 17   |                      | Josef Klaus (1910–2001)                            | 2 de abril de 1964      | 21 de abril de 1970     | Partido Popular         | —                       | Klaus I ÖVP-SPÖ           | Adolf Schärf (1957-1965)         |                                            |
| 17   | 1966                 | Josef Klaus (1910–2001)                            | 2 de abril de 1964      | 21 de abril de 1970     | Partido Popular         | Klaus II ÖVP            |                           | Franz Jonas (1965-1974)          |                                            |
| 18   |                      | Bruno Kreisky (1911–1990)                          | 21 de abril de 1970     | 24 de mayo de 1983      | Partido Socialdemócrata | 1970                    | Kreisky I SPÖ             | Franz Jonas (1965-1974)          |                                            |
| 18   | 1971                 | Bruno Kreisky (1911–1990)                          | 21 de abril de 1970     | 24 de mayo de 1983      | Partido Socialdemócrata | Kreisky II SPÖ          |                           | Franz Jonas (1965-1974)          |                                            |
| 18   | 1975                 | Bruno Kreisky (1911–1990)                          | 21 de abril de 1970     | 24 de mayo de 1983      | Partido Socialdemócrata | Kreisky III SPÖ         |                           | Rudolf Kirchschläger (1974-1986) |                                            |
| 18   | 1979                 | Bruno Kreisky (1911–1990)                          | 21 de abril de 1970     | 24 de mayo de 1983      | Partido Socialdemócrata | Kreisky IV SPÖ          |                           | Rudolf Kirchschläger (1974-1986) |                                            |
| 19   |                      | Fred Sinowatz (1929–2008)                          | 24 de mayo de 1983      | 16 de junio de 1986     | Partido Socialdemócrata | 1983                    | Sinowatz SPÖ-FPÖ          | Rudolf Kirchschläger (1974-1986) |                                            |
| 20   |                      | Franz Vranitzky (1937 - )                          | 16 de junio de 1986     | 28 de enero de 1997     | Partido Socialdemócrata | 1986                    | Vranitzky I SPÖ-FPÖ       |                                  | Kurt Waldheim (1986-1992)                  |
| 20   | Vranitzky II SPÖ-ÖVP | Franz Vranitzky (1937 - )                          | 16 de junio de 1986     | 28 de enero de 1997     | Partido Socialdemócrata | 1986                    |                           |                                  | Kurt Waldheim (1986-1992)                  |
| 20   | 1990                 | Franz Vranitzky (1937 - )                          | 16 de junio de 1986     | 28 de enero de 1997     | Partido Socialdemócrata | Vranitzky III SPÖ-ÖVP   |                           |                                  | Kurt Waldheim (1986-1992)                  |
| 20   | 1994                 | Franz Vranitzky (1937 - )                          | 16 de junio de 1986     | 28 de enero de 1997     | Partido Socialdemócrata | Vranitzky IV SPÖ-ÖVP    |                           | Thomas Klestil (1992-2004)       |                                            |
| 20   | 1995                 | Franz Vranitzky (1937 - )                          | 16 de junio de 1986     | 28 de enero de 1997     | Partido Socialdemócrata | Vranitzky V SPÖ-ÖVP     |                           | Thomas Klestil (1992-2004)       |                                            |
| 21   |                      | Viktor Klima (1947 - )                             | 28 de enero de 1997     | 4 de febrero de 2000    | Partido Socialdemócrata | —                       | Klima SPÖ-ÖVP             | Thomas Klestil (1992-2004)       |                                            |
| 22   |                      | Wolfgang Schüssel (1945 - )                        | 4 de febrero de 2000    | 11 de enero de 2007     | Partido Popular         | 1999                    | Schüssel I ÖVP-FPÖ        | Thomas Klestil (1992-2004)       |                                            |
| 22   | 2002                 | Wolfgang Schüssel (1945 - )                        | 4 de febrero de 2000    | 11 de enero de 2007     | Partido Popular         | Schüssel II ÖVP-BZÖ/FPÖ |                           | Thomas Klestil (1992-2004)       |                                            |
| 22   | 2002                 | Wolfgang Schüssel (1945 - )                        | 4 de febrero de 2000    | 11 de enero de 2007     | Partido Popular         | Schüssel II ÖVP-BZÖ/FPÖ | Heinz Fischer (2004-2016) |                                  |                                            |
| 23   |                      | ‘Alfred Gusenbauer’ (1960 - )                      | 11 de enero de 2007     | 2 de diciembre de 2008  | Partido Socialdemócrata | 2006                    | Gusenbauer SPÖ-ÖVP        |                                  |                                            |
| 24   |                      | Werner Faymann (1960 - )                           | 2 de diciembre de 2008  | 9 de mayo de 2016       | Partido Socialdemócrata | 2008                    | Faymann I SPÖ-ÖVP         |                                  |                                            |
| 24   | 2013                 | Werner Faymann (1960 - )                           | 2 de diciembre de 2008  | 9 de mayo de 2016       | Partido Socialdemócrata | Faymann II SPÖ-ÖVP      |                           |                                  |                                            |
| —    |                      | Reinhold Mitterlehner (1955 - ) Canciller Interino | 9 de mayo de 2016       | 17 de mayo de 2016      | Partido Popular         | Faymann II SPÖ-ÖVP      | —                         |                                  |                                            |
| 25   |                      | Christian Kern (1966 - )                           | 17 de mayo de 2016      | 18 de diciembre de 2017 | Partido Socialdemócrata | —                       | Kern SPÖ-ÖVP              |                                  | Presidencia colegiada interina (2016-2017) |
| 26   |                      | Sebastian Kurz (1986 - )                           | 18 de diciembre de 2017 | 28 de mayo de 2019      | Partido Popular         | 2017                    | Kurz I ÖVP-FPÖ            |                                  | Alexander Van der Bellen (2017-)           |
| —    |                      | Hartwig Löger (1965 - ) Canciller Interino         | 28 de mayo de 2019      | 3 de junio de 2019      | Partido Popular         | —                       | Kurz I ÖVP                |                                  | Alexander Van der Bellen (2017-)           |
| 27   |                      | Brigitte Bierlein (1949–2024)                      | 3 de junio de 2019      | 7 de enero de 2020      | Independiente           | —                       | Bierlein Gobierno Técnico |                                  | Alexander Van der Bellen (2017-)           |
| (26) |                      | Sebastian Kurz (1986 - )                           | 7 de enero de 2020      | 11 de octubre de 2021   | Partido Popular         | 2019                    | Kurz II ÖVP-Grüne         |                                  | Alexander Van der Bellen (2017-)           |
| 28   |                      | Alexander Schallenberg (1969 - )                   | 11 de octubre de 2021   | 6 de diciembre de 2021  | Partido Popular         | —                       | Schallenberg ÖVP-Grüne    |                                  | Alexander Van der Bellen (2017-)           |
| 29   |                      | Karl Nehammer (1972 - )                            | 6 de diciembre de 2021  | 10 de enero de 2025     | Partido Popular         | —                       | Nehammer ÖVP-Grüne        |                                  | Alexander Van der Bellen (2017-)           |
| (28) |                      | Alexander Schallenberg (1969 - )                   | 10 de enero de 2025     | 3 de marzo de 2025      | Partido Popular         | —                       | Schallenberg II ÖVP-Grüne |                                  | Alexander Van der Bellen (2017-)           |
| 30   |                      | Christian Stocker (1960 - )                        | 3 de marzo de 2025      | En el cargo             | Partido Popular         | 2024                    | Stocker ÖVP-SPÖ-NEOS      |                                  | Alexander Van der Bellen (2017-)           |